# Рокутув
Рокутув (пол. Rokutów, нім. Rokutow) — село в Польщі, у гміні Плешев Плешевського повіту Великопольського воєводства.
Населення — 352 особи (2011).
У 1975-1998 роках село належало до Каліського воєводства.

## Демографія
Демографічна структура станом на 31 березня 2011 року:
|          | Загалом | Допрацездатний вік | Працездатний вік | Постпрацездатний вік |
| -------- | ------- | ------------------ | ---------------- | -------------------- |
| Чоловіки | 182     | 40                 | 122              | 20                   |
| Жінки    | 170     | 34                 | 98               | 38                   |
| Разом    | 352     | 74                 | 220              | 58                   |